# Парламентські вибори в Іраку 2005
Вибори до Національної асамблеї Іраку відбулись 30 січня 2005 року.

## Результати
За даними Центральної виборчої комісії Іраку перемогу на виборах здобув блок двадцяти двох шиїтських партій і рухів «Об'єднаний іракський альянс», створений 10 грудня 2004 року за ініціативою лідера шиїтів — великого аятолли Алі аль-Сістані. Лідером блоку був обраний Абдул Азіз аль-Хакім. Альянс здобув близько 48 % голосів (понад 4 мільйони голосів виборців).
Друге місце посів «Курдський альянс», який отримав майже 26 % голосів (2,1 мільйони голосів виборців). За список, який очолив президент Іраку Газі Машаль аль-Явер, свої голоси віддали лише 150 000 виборців — менше 2 %.

## Розподіл місць у парламенті
275 місць у парламенті було розподілено таким чином:
- 140 — «Об'єднаний іракський альянс» (шиїти)
- 75 — «Курдський альянс»
- 40 — «Іракський список»
- 17 — суніти

## Розподіл посад
Спікером новообраного парламенту був обраний суніт Хаджем аль-Хасані. 6 квітня Національна асамблея обрала президента і двох віце-президентів та, за їхнім поданням, затвердила прем'єр-міністра. Президентом став лідер Демократичного патріотичного союзу Курдистану 71-річний Джалаль Талабані. Новим главою уряду став лідер шиїтської партії Дава Ібрагім аль-Джаафарі.